# Michel de Montaigne
Michel Eyquem de Montaigne (28 tháng 2, 1533–13 tháng 9, 1592) là một trong những nhà văn có ảnh hưởng nhất của thời kỳ Phục Hưng Pháp. Montaigne được xem là người đã đưa tiểu luận thành một thể loại văn học. Tác phẩm lớn nhất sự nghiệp của ông, Tiểu luận (1572-1592) tổng hợp 107 bài tiểu luận của ông về xã hội, chính trị, y học, nghệ thuật,... là một trong những cuốn sách lớn nhất làm thay đổi hệ thống quan điểm phương Tây. Ông đã gây ảnh hưởng tới rất nhiều nhà văn và triết học khác trên thế giới như René Descartes, Ralph Waldo Emerson, Stefan Zweig, Friedrich Nietzsche, Jean-Jacques Rousseau, Isaac Asimov, và có lẽ cả William Shakespeare.

## Câu nói
Không có gì được tin chắc bằng những điều mà chúng ta biết ít nhất. (Nothing is so firmly believed as what we least know).
Những người có trình độ hiểu biết đơn giản, ít đầu óc tìm tòi và ít học vấn là những tín đồ Ki Tô tốt. (Men with simple understanding, little inquisitive and little instructed make good Christians.)